# Culicoides gornostaevae
Culicoides gornostaevae är en tvåvingeart som beskrevs av Mirzayeva 1984. Culicoides gornostaevae ingår i släktet Culicoides och familjen svidknott. Inga underarter finns listade i Catalogue of Life.